# Az ifjú Werther szenvedései
Az ifjú Werther szenvedései, más fordításban Werther szerelme és halála, illetve Az ifjú Werther keservei, eredeti címén Die Leiden des jungen Werthers, Johann Wolfgang Goethe levélregénye. Az első kiadás 1774 őszén a Lipcsei Könyvvásár alkalmával jelent meg, rögtön bestsellerré vált és híressé tette huszonöt éves szerzőjét egész Németországban. Szerb Antal méltatása szerint „A regényben sokkal több van, mint a sablonos szentimentális korhangulat … Goethe a szentimentális és kecses rokokó keretbe belekomponálta a végtelent.”
A cselekmény önéletrajzi elemeket tartalmaz: Goethe írói szabadsággal ábrázolja saját plátói vonzalmát a mással eljegyzett Charlotte Buff iránt. Az öngyilkosság motívumát Goethe barátjának, Karl Wilhelm Jerusalemnek az öngyilkossága ihlette. Lotte regénybeli alakja Maximiliane von la Roche vonásaiból is kölcsönzött, aki a fiatal Goethe ismerőse volt a regény keletkezésének idején.

## Cselekménye
A cselekmény 1771. május 4. és 1772. december 20. között zajlik.
A fiatal Werther, akinek még nincs határozott terve az életre, a városi élettől az idilli „Wahlheim” faluba menekül. Egy nagykövet mellett végez gyakorlatot, akit nem igazán szível. Élvezi a természetet, és benyomásait rajzokban dolgozza fel. Különösen elnyerik tetszését a családcentrikus parasztalakok, akiket pénzzel is támogat. Hű útitársa egy Homérosz-kötet, amelyet mindig olvas; feltehetően tud ógörögül. Bizonytalan célja az, hogy egyszer művész legyen. Egy napon megismerkedik egy tiszttartóval, aki meghívja látogatóba, Werther azonban megfeledkezik róla, noha feljegyzi a találkozást. Egy táncmulatságra utazva több fiatal társaságában megállnak a tiszttartó házánál, hogy lányát, Lottét is magukkal vigyék. Werther megpillantja a lányt hat kisebb testvére körében, ahogy kenyeret vág nekik a vacsorához. Az ifjú Wertherre mély benyomást tesz ez a családi jelenet, és középpontjában a fiatal lány, aki anyaszerepet játszik özvegy édesapja háztartásában. A bál közben Lotte a „világ legédesebb őszinteségével” fogadja el, hogy Werther legyen a párja a német valcernél. „Itt az a szokás…, hogy minden összetartozó pár együtt marad a német táncnál, az én lovagom azonban rosszul keringőzik, és csak örülni fog, ha nem gyötröm vele.”
Amint Lotte barátnői észreveszik azt a szerencsés összhangot, ahogy Lotte és Werther táncolnak, emlékeztetik a lányt Albertre. Werther kérdésére Lotte „sétára nyújtva a karját” elmondja, hogy „Albert egy derék ember, akinek úgyszólván a jegyese vagyok”. Az este folyamán vihar tör ki. Werther és Lotte az ablakból figyelik az esőtől nedves, felfrissült természetet, és mindkettőjüknek ugyanaz a Klopstock-óda jut eszébe. Werther megindultan ismeri fel lelki rokonságukat, és ettől kezdve igyekszik a rendkívüli lány közelébe férkőzni.
Amikor Lotte jegyese, Albert visszatér hivatali útjáról, Werther érzelmei teljesen megváltoznak. A jegyes jelenléte ráébreszti szerelmének reménytelenségére. Jóllehet Albert rokonszenves, jó kedélyű ember, közte és Werther között feszült marad a viszony. Amikor Werther rájön, hogy Lotte iránti érzelmeit nem élheti ki, elhagyja a falut, hogy távolabb kerüljön tőle. Egy ideig egy követnél dolgozik, de az üzleti pedantéria és udvariassági formák ráébresztik, hogy a felső osztály életmódjával nem tud azonosulni, ezután csalódottan tér vissza Wahlheimba.
Időközben Lotte és Albert összeházasodtak. Werther ennek ellenére újra és újra meglátogatja Lottét, egészen addig, amíg a lány megelégeli és megkéri, hogy csak karácsony este (négy nap múlva) jöjjön vissza. Werther azonban a határidő lejárta előtt meglátogatja Lottét Albert távollétében és Osszián dalaiból olvas fel neki. A költemény hatása alatt „Werther átkarolta, melléhez szorította Lottét, és őrjöngő csókokkal borította el remegő, dadogó ajkait”, Lotte azonban „gyenge kézzel eltolta magától”. Ez az eset döntő jelentőségűvé vált Werther számára: most már biztosan tudja, hogy a férjezett nő szereti, mivel kilép a társadalmilag elfogadott normák köréből.
Werther utolsó levelében megírja Lotténak, hogy boldog, mert minden vágya és reménye teljesült, majd főbe lövi magát az Alberttől kölcsönzött pisztollyal. Következő reggel találnak rá életveszélyes állapotban, az olvasópultján Lessing Emilia Galotti-jával. A regény így végződik: „Déli tizenkettőkor halt meg. A tiszttartó jelenlétével és intézkedéseivel elejét vette a csődületnek. Éjszaka tizenegy óra tájban temettette el azon a helyen, amelyet kiválasztott magának. Az öreg és fiai kimentek a koporsóval, Albertnek nem volt rá ereje. Lotténak az életét féltették. Kézművesek vitték a halottat. Pap nem kísérte.”

## Formája
Goethe tudatosan választotta a levélregény látszólag dokumentarista formáját, amelyet a második részben a kiadó szavai szakítanak meg. Tizenhárom évvel korábban Rousseau Júlia, vagy az új Heloïse című könyve már bebizonyította, hogy milyen hatása lehet a fiktív szerelmeslevelek kiadásának. Goethe nemcsak ismerte Rousseau művét, hanem azonosult is hősével; ez kiderül abból, ahogy emlékezéseiben a wetzlari korszakáról írt: Így követte egyik hétköznap a másikat, és valamennyi ünnepnek tetszett: az egész naptárat végig pirossal kellett volna nyomtatni. Megért, aki visszaemlékszik, mit jósolnak az Új Heloïse boldog-boldogtalan barátjának: És szerelmese lábánál tilolja a kendert, és azt kívánja, bárcsak kendert tilolhatna ma, holnap és holnapután, élte fogytáiglan.
Az első kiadás Goethe nevének feltüntetése nélkül jelent meg, és egy „kiadó” rövid bevezetőjével kezdődött. Arra, hogy a kiadó bevezetése ugyanolyan irodalmi fikció volt, mint maguk a levelek, ennek a kiadásnak az olvasói nem jöhettek rá. Ez a fogás azt sugallta, hogy a következő levelek valódiak. A levelek, három kivétellel, Werther legjobb barátjának íródtak. Ezzel az olvasót mintegy bevonták a cselekménybe, mivel nem úgy fogadta, mint aki egy író által kitalált regényt olvas, hanem mint aki a hős belső lelki életébe nyer bepillantást azzal, hogy kitárulkozó leveleit elolvassa.
Azáltal, hogy a fiktív kiadó többször is szóhoz jut a regényben, többszörösen megerősíti azt az elképzelést, hogy valódi levelekről van szó. Ezeknek a valódiságát stilisztikai eszközök is alátámasztják: ellentétben Werther érzelemgazdag mondataival, a kiadó hangneme ugyan részvéttel teljes, de alapvetően tárgyilagos. A tárgyilagosságot hangsúlyozzák a regényben a mű stílusától eltérő lábjegyzetek is, amelyekkel a kiadó mintegy rejtjelezi a helység- és személyneveket, hogy a „valódi” szereplőket védje.

## Fogadtatása

### Viták
A regény kritikusaiból és támogatóiból egyaránt heves érzelmi reakciókat váltott ki. Goethe olyan hőst választott, aki teljesen szembehelyezkedik a polgári normákkal. A polgári közönség Werthert a békés házasság megrontójának, rebellisnek és szabadelvűnek tekintette, ami teljes ellentétben állt elképzeléseikkel. A közönség az irodalomtól inkább hasznos szórakozást várt (a horatiusi „prodesse et delectare” szellemében) – Goethe regénye azonban nem volt sem hasznos, sem szórakoztató. A „hasznosságot” közvetlenül a cselekményben keresték egy olyan szereplőben, akivel azonosulhattak volna és akinek a tetteiből okulhattak volna. A regény azonban öngyilkossággal végződik, ami a polgári normák szerint elképzelhetetlen volt. Sokan azért kritizálták Goethét, mert a hős nem felelt meg elképzeléseiknek és veszélyeztette normarendszerüket. Ezek számára „Az ifjú Werther szenvedései” a hagyományos irodalommal való nemkívánatos szakítást jelentette. Szerintük a könyv olyan értékeket hirdetett, amelyek ellentétben álltak a polgári értékrenddel, például az öngyilkosságot. A kutatók sokáig vitatták, hogy valóban történtek-e öngyilkosságok a Werther hatására – az újabb kutatások féltucat-egy tucat közötti számot tartanak valószínűnek.
Az öngyilkosság miatti kritika javarészt az egyháztól, részben kortárs költőktől származott. Példa erre az álláspontra Lavater konzervatív teológus, aki a Werthert a „keresztényietlen” és „minden tisztességgel ellenkező” jelzőkkel illette. A kritika alapjául többek között az szolgált, hogy számos fiatal Werther jellegzetes kék-sárga öltözetét utánozva követett el öngyilkosságot. Sor került egy tárgyalásra is, amelyben az egyház olyan magas adatot jelölt meg az állítólagos öngyilkosságok számaként, hogy még ma is kétséges, hány ilyen öngyilkosság történt valójában. Egyes helyeken (például Lipcse, Koppenhága, Milánó) a könyvet éppenséggel betiltották. Maga Goethe azzal érvelt, hogy a saját életben maradása a legjobb példa arra, hogy a szívbéli fájdalmakat ki kell írni magunkból.
Lessing különösen érintettként reagált, mivel Werther az ő színdarabját olvasta utoljára:

„Ha azonban egy ilyen melegséges mű nem okozhat több szerencsétlenséget, mint jót: nem az a véleménye, hogy a végén kellene még lennie egy kis hideg záróbeszédnek? Néhány figyelmeztetés a végén, hogyan vált Werther ilyen kalandos természetűvé; hogy egy másik ifjú, akit a természet hasonló adottságokkal ruházott fel, őrizkedni tudjon. Mivel egy ilyenfajta a költőit könnyen erkölcsösnek véli és azt hiszi, hogy ami a részvétünket ennyire foglalkoztatja, az csak jó lehet. […] Tehát, kedves Göthe, még egy záró fejezetecskét; és minél cinikusabb, annál jobb! (1774. október 26-án J. J. Eschenburg irodalomtörténésznek)”

Derby püspöke, Lord Bristol, aki Goethe szemére vetette az öngyilkosságra való buzdítást, elég cinikus választ kapott Goethetől:

„És Ön most számadást kér egy írótól, és el akar átkozni egy művet, amelyet néhány korlátolt szellem tévesen fogott fel, akik a világot legfeljebb egy tucat tökfilkótól és naplopótól szabadították meg, akik nem tudtak semmi jobbat tenni, minthogy végleg kifújták kevés világosságuk gyönge maradékát.”

### „Werther-láz”

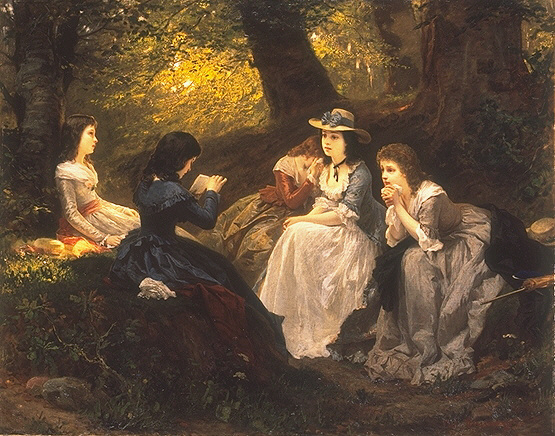
Wilhelm Amberg: Felolvasás Goethe „Werther”-jéből, 1870

A 18. század legnagyobb médiabotrányának számító regény kulcsfontosságú a média hatását kutató történészek számára. Miközben Goethe sok kritikát vont magára az egyház és a polgárság részéről, a levélregénynek lelkes rajongói is voltak. Leginkább a fiatalok között tört ki egy szabályos Werther-láz, amely kultuszfigurává emelte Werthert. Megjelent a Werther-divat (sárga nadrág, sárga mellény, kék kabát), a híres Werther-csésze, amely nem hiányozhatott a művelt háztartásokból, sőt még az Eau de Werther is. A Werther szenvedéseiből vett jelenetekkel teás‑ és kávéskannákat, ‑csészéket, kekszes‑ és teásdobozokat díszítettek.
A regény elsősorban azok körében volt népszerű, akik Wertherhez hasonló helyzetben voltak és közvetlenül megszólítva érezték magukat. Azok, akik helyesen értették Goethét, a helyzetüket bizonyos távolságtartással ítélték meg és azokban a szenvedésekben, amelyeket Werther mintegy képviselőként átélt helyettük, épülésre és vigasztalásra leltek.
Erre vonatkozik a kiadó megjegyzése is, amely a regényben az első levél előtt található:

„Amit csak megtudhattam a szegény Werther történetéről, szorgalmasan összegyűjtöttem, és most elétek bocsátom, és tudom, hálásak lesztek érte. Lehetetlen, hogy ne csodáljátok és szeressétek a szellemét és jellemét, meg ne sirassátok a sorsát. És te, jóságos lélek, aki ugyanazt a szorongást érzed, amit ő, meríts vigaszt a szenvedéseiből, és legyen barátod ez a kis könyv, ha a sors végzése vagy a saját hibád miatt jobbat nem tudsz találni.”

### Jelentősége
Az ifjú Werther szenvedései a Sturm und Drang kulcsfontosságú regénye. A regényt abban az időszakban igen magas példányszámban nyomtatták ki és valóságos olvasási szenvedélyt váltott ki. Maga Goethe sem látta előre, hogy műve ilyen világsikert ér el. A „Werther-láz”-nak nevezett jelenség dokumentálására az úgynevezett Lottehaus-ban (Lotte-ház), Charlotte Buff egykori otthonában a Werther első kiadása mellett paródiákat, utánzatokat, vitairatokat és számos fordítást állítottak ki. A regény sikere azonban több volt divatjelenségnél. Goethe ezt írta róla:

„Eme könyvecske hatása nagy volt, de szerencsétlen, és valószínűleg azért, mert a kellő időben érkezett.”

– Goethe, Dichtung und Wahrheit

### AWertherhatása alatt létrejött művek
A regény formája és tartalma sok következő regényre hatott, egyes művek közvetlenül visszautaltak Goethe Wertherére. 1775-ben Friedrich Nicolai egy maró paródiát adott ki „Az ifjú Werther örömei” címmel. Ebben Werther elnyeri Charlottét, és jómódú földbirtokossá válik, aki boldogan él népes családja körében – ez viszont arra indította Goethét, hogy irodalmi háborút indítson Nicolai ellen hasonlóan harapós hangvételű versével (Nicolai Werther sírjánál) és több célzással a Xéniák-ban.
William Makepeace Thackeray szatirikus verset írt Sorrows of Werther (Werther keservei) címmel, amelyben gunyorosan összefoglalja a regény cselekményét.
A magyar irodalomban Kármán József Fanni hagyományai című levélregényét szokták párhuzamba állítani a Wertherrel, holott „az irányzat közös voltán és stiláris egyezésének esetlegességein túl nincs különösebb belső kapcsolat e két regény között”. A közvetett hatás kimutatható viszont Eötvös József A karthauzi című regényében.
Jules Massenet operává dolgozta át a művet Werther címen, amelyet 1892. február 16-án mutattak be a bécsi udvari operában.
Thomas Mann 1939-ben megjelent Goethe-regényében (Lotte Weimarban) a főszereplő Charlotte Buff a fiatal Goethét úgy tekinti, mint aki élősködott az ő és a jegyese boldogságán.
Ulrich Plenzdorf színdarabot írt a Werther-ből Die neuen Leiden des jungen W. (Az ifjú W. újabb szenvedései) címmel, amelynek cselekményét áthelyezte az NDK jelenébe, A darabot 1972-ben Halléban mutatták be, és az NDK-n kívül is sikert aratott.
Bohumil Hrabal egyik története Pepin bácsiról Az agg Werther szenvedései címet viseli.
A tizenkét megfilmesítés közül említésre méltó Egon Günther 1976-os rendezése, Hans-Jürgen Wolffal és Katharina Thalbachhal a főszerepekben.

## Werther-effektus
1974-től kezdődően a pszichológia a média hatására elkövetett, utánzáson alapuló öngyilkosságot David Phillips amerikai szociológus nyomán Werther-effektus névvel illeti.

## Magyarul
- Göthe: Az ifjú Verter gyötrelmei; ford. K. S. S. K. [Kissolymosi Simó Károly]; Trattner, Pest, 1823
- Az ifjú Verther' gyötrelmei levelekben; ford. Koszta Jósef; Beimel, Esztergom, 1827
- Az ifjú Werther keservei; ford. Bajza Jenő; Heckenast, Pest, 1864
- Az ifjú Werther szenvedései; ford. Benedek Marcell; Dante, Bp., 1922
- Az ifjú Werther szenvedései; ford. Wilder Ödön; Rózsavölgyi, Bp., 1923
- Werther szerelme és halála; ford. Szabó Lőrinc; Est Lapok, Bp., 1935 (Filléres klasszikus regények)
- Az ifjú Verter gyötrelmei; ford. Kissolymosi Simó Károly, sajtó alá rend. Belia György, utószó Wéber Antal; Magyar Helikon–Európa, Bp., 1975
- Az ifjú Werther szenvedései; ford. Bor Ambrus; Európa, Bp., 1995 (Európa diákkönyvtár)
- Az ifju Werther gyötrelmei. Forráskiadás; ford. Bölöni Farkas Sándor, sajtó alá rend., tan. Simon-Szabó Ágnes; Reciti, Bp., 2015 (ReTextum)

## Fordítás
- Ez a szócikk részben vagy egészben  a   Die Leiden des jungen Werthers című német Wikipédia-szócikk ezen változatának fordításán alapul.  Az eredeti cikk szerkesztőit annak laptörténete sorolja fel. Ez a jelzés csupán a megfogalmazás eredetét és a szerzői jogokat jelzi, nem szolgál a cikkben szereplő információk forrásmegjelöléseként.